# محوطه تنگ اناره هره
محوطه تنگ اناره هره مربوط به دوره ساسانی است و در شهرستان دره شهر، بخش بدره، دهستان هندمینی، روستای کلم پایین واقع شده و این اثر در تاریخ ۳۰ دی ۱۳۸۵ با شمارهٔ ثبت ۱۶۹۲۹ به‌عنوان یکی از آثار ملی ایران به ثبت رسیده است.